# 1929年モナコグランプリ
1929年モナコグランプリは、1929年4月14日にモナコ公国において開催された自動車レースで、モナコグランプリの第1回大会にあたる。

## 概要

### 初開催にいたる経緯
モナコでは1911年からラリー・モンテカルロが開催されていた。主催団体の会長を務めていたアレクサンデル・ノゲ（Alexandre Noghès）はその後も自動車関連のイベントを催し、規模が大きくなっていったことで、元々はサイクリング協会として発足した組織を改組する形で、1925年にモナコ自動車クラブ（ACM, Automobile Club de Monaco）を発足させた。ACMは、国際公認自動車クラブ協会（AIACR。FIAの前身）のメンバーとなるべく加入申請を行ったが、（モナコ名義の競技のほとんどはフランス国内で開催されているという理由で）申請は却下されてしまう。
このことがきっかけとなり、父アレクサンデルを手伝い申請の実務を担っていたアントニー・ノゲが、モンテカルロ市街地で自動車レースを開催することを計画し、その実現のために活動を始めた。
都市間や郊外の公道ではなく、市街地でレースを行うというアイデアは当時としては突飛なものだったが、この計画は、モナコ出身のレーシングドライバーであるルイ・シロンの助言や、モナコ公ルイ2世からの支持も得て進められた。
そうして1929年4月の初開催にこぎつけ、賞金として10万フランが用意され、16名の招待選手によって初開催が実現した。

### 参加者
市街地コースの設定に協力したシロンは、インディ500への参戦を優先するため、欠場した。
優勝者の「W・ウィリアムズ」はウィリアム・グローバー＝ウィリアムズの、4位に入った「ジョージ・フィリップ」はフィリップ・ド・ロチルドのそれぞれ偽名である。

### コースレイアウト

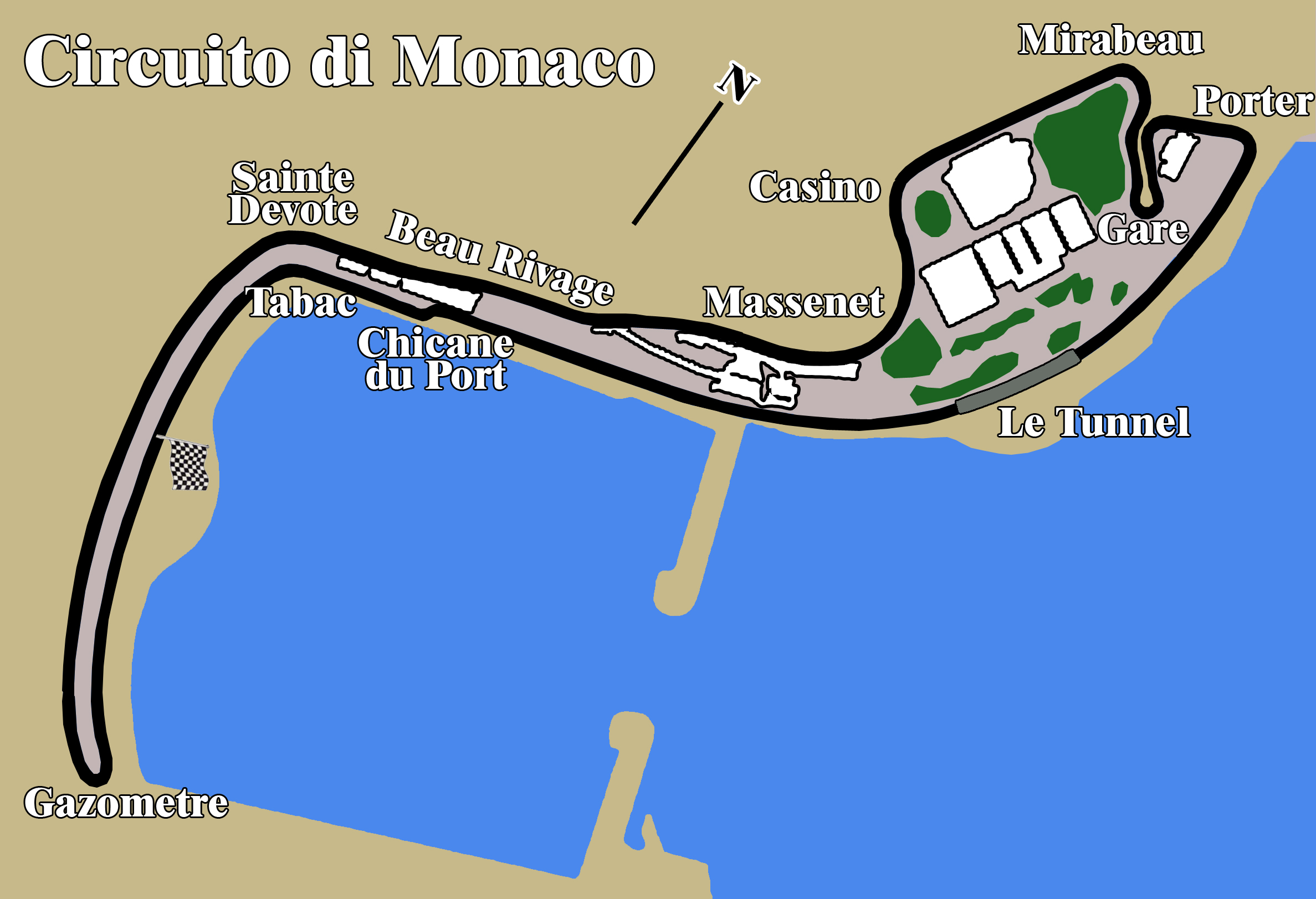
コース図

ノゲらが計画して、モンテカルロ市街地に3.180 kmの市街地コースが設定された。第二次世界大戦後の1973年に大きく改修されるまで、基本的にこのレイアウトが用いられ続けられた。
後のレイアウトとは主に海側が異なる。後に最終コーナーとなる「アントニー・ノウズ」（1929年当時は「Gazometer」）が第1コーナーとなり、海側はシケインの位置がタバココーナーに近く、最終コーナーとなるタバココーナーと第1コーナー「Gazometer」の間に緩やかな弧を描くホームストレートが置かれた。

## スターティンググリッド
グリッドポジション（スタート順位）はくじ引きによって決められた。グリッドは1列に3台が並ぶ形で組まれた。
| 1列目 | 1                                       | 2                            | 3                      |
| ----- | --------------------------------------- | ---------------------------- | ---------------------- |
|       | フィリップ・エタンセラン                | クリスチャン・ドーヴェルニュ | マルセル・ルフー       |
| 2列目 | 4                                       | 5                            | 6                      |
|       | グリエルモ・サンドリ (Guglielmo Sandri) | W・ウィリアムズ              | ジョージ・フィリップ   |
| 3列目 | 7                                       | 8                            | 9                      |
|       | ゴッフレード・ツェーエンダー            | ジョルジュ・ボウリアノ       | ラウル・デ・ロビン     |
| 4列目 | 10                                      | 11                           | 12                     |
|       | ルイス・リガル                          | ディエゴ・デ・スターリッヒ   | ルネ・ドレフュス       |
| 5列目 | 13                                      | 14                           | 15                     |
|       | マリオ・レポーリ (Mario Lepori)         | ミシェル・ドレ               | ルドルフ・カラツィオラ |
| 6列目 | 16                                      |                              |                        |
|       | アルベール・ペロー                      |                              |                        |

## 決勝レース結果
| 順位 | 車番 | ドライバー                              | 車両                    | 周回数 | タイム / リタイア原因 | グリッド |
| ---- | ---- | --------------------------------------- | ----------------------- | ------ | --------------------- | -------- |
| 1    | 12   | W・ウィリアムズ                         | ブガッティ・タイプ35B   | 100    | 3:56:11.0             | 5        |
| 2    | 18   | ジョルジュ・ボウリアノ                  | ブガッティ・タイプ35C   | 100    | + 1:17.8              | 8        |
| 3    | 34   | ルドルフ・カラツィオラ                  | メルセデス・ベンツ・SSK | 100    | + 2:22.6              | 15       |
| 4    | 14   | ジョージ・フィリップ                    | ブガッティ・タイプ35C   | 99     | + 1 Lap               | 6        |
| 5    | 28   | ルネ・ドレフュス                        | ブガッティ・タイプ37A   | 97     | + 3 Laps              | 12       |
| 6    | 4    | フィリップ・エタンセラン                | ブガッティ・タイプ35C   | 96     | + 4 Laps              | 1        |
| 7    | 30   | マリオ・レポーリ (Mario Lepori)         | ブガッティ・タイプ35C   | 94     | + 6 Laps              | 13       |
| 8    | 32   | ミシェル・ドレ                          | ラ・リコルヌ            | 89     | + 11 Laps             | 14       |
| 9    | 24   | ルイス・リガル                          | アルファロメオ・6C      | 87     | + 13 Laps             | 10       |
| Ret  | 22   | ラウル・デ・ロビン                      | ドラージュ・15S8        | 80     | アクシデント          | 9        |
| Ret  | 16   | ゴッフレード・ツェーエンダー            | アルファロメオ・6C      | 55     | メカニカルトラブル    | 7        |
| Ret  | 6    | クリスチャン・ドーヴェルニュ            | ブガッティ・タイプ35C   | 46     | メカニカルトラブル    | 2        |
| Ret  | 10   | グリエルモ・サンドリ (Guglielmo Sandri) | マセラティ・8C          | 41     | メカニカルトラブル    | 4        |
| Ret  | 36   | アルベール・ペロー                      | アルファロメオ・6C      | 18     | ホイール脱落          | 16       |
| Ret  | 26   | ディエゴ・デ・スターリッヒ              | マセラティ・8C          | 16     | メカニカルトラブル    | 11       |
| Ret  | 8    | マルセル・ルフー                        | ブガッティ・タイプ35C   | 7      | ギアトラブル          | 3        |